# Heterospilus puntarensis
Heterospilus puntarensis – gatunek błonkówki z rodziny męczelkowatych i podrodziny Doryctinae.
Ciało długości 4 mm. Głowa żółta z brązowym, poprzecznie żeberkowanym ciemieniem i pomarszczoną twarzą. Czułki z żółtym trzonkiem i brązowym, ciemniejącym ku wierzchołkowi biczykiem. Tułów i metasoma ciemnobrązowe. Odnóża żółte. Żyłki skrzydeł brązowe, a pterostygma dwubarwna, brązowo-żółta. Boczne płaty śródtarczki ziarenkowane. Mesopleuron nad bruzdą prekoksalną gładki. Pierwsze tergum metasomy u wierzchołka niewęższe niż dłuższe, terga 2+3 o prostym przednim rowku poprzecznym, a targa trzecie i czwarte prawie całkiem pokryte podłużnymi żeberkami. Pokładełko dłuższe od metasomy.
Gatunek znany wyłącznie z Kostaryki.